# گمشدگان (فیلم)
گمشدگان فیلمی به نویسندگی و کارگردانی محمدعلی سجادی و تیم نویسندگان، مهدی کفایی و هادی اشرفی محصول سال ۱۳۶۶ است.

## داستان
شش مرد به دنبال کار با لنج راهی کشور کویت می‌شوند. فردی عتیقه‌چی که صندوقی با خود دارد، همسفر آن‌هاست و ناخدای لنج برای ربودن صندوق، آن‌ها را در جزیره‌ای رها کرده و می‌گریزد. مسافران در تلاش برای ترک کردن جزیره با قلعه‌ای باستانی که جنازه‌هایی در اطراف آن پراکنده‌است، مواجه می‌شوند. عتیقه‌چی اصرار به یافتن گنج داشته و سه تن از مسافران آن را می‌یابند. در درگیری بین آن‌ها تعدادی کشته شده و گنج به قعر آب فرومی‌رود. سه نفر باقی‌مانده با قایق از جزیره خارج می‌شوند.

## بازیگران
- بیژن امکانیان
- ولی‌الله شیراندامی
- علی شعاعی
- فاطمه معتمدآریا
- حسین کسبیان
- حمید لبخنده
- طیب شرافتی
- رضا خندان
- حسین صفاریان